# Луций Корнелий Мерула (консул 193 года до н. э.)
Лу́ций Корне́лий Меру́ла (лат. Lucius Cornelius Merula; II век до н. э.) — древнеримский военный и политический деятель из патрицианского рода Корнелиев, консул 193 года до н. э.

## Биография
В 198 году до н. э. Мерула был городским претором Рима (praetor urbanus), а спустя пять лет его, совместно с нобилем Квинтом Минуцием Фермом, избрали в консулы. Вверенной ему провинций стала Цизальпийская Галлия. Мерула завершил военную кампанию полным разгромом бойев около Мутины. Тем не менее, его победа дорого обошлась римлянам.
Офицеры обвинили Мерулу в небрежности на пути в Мутину. В результате, сенат отказал ему в триумфе по возвращении в Рим.
В браке с неизвестной женщиной Луций имел, по крайней мере, одного сына, унаследовавшего отцовский преномен и поднявшегося в своей карьере лишь до эдилитета в 161 году до н. э.